# سامان یاسین
سامان صیدی (زادهٔ ۷ مهر ۱۳۷۷) معروف به سامان یاسین، خوانندهٔ اهل ایران است. او به دلیل حضور در خیزش ۱۴۰۱ ایران، از سوی دادگاه انقلاب به محاربه متهم و برایش حکم اعدام صادر شده است. پس از اعدام محسن شکاری، نگرانی از اعدامِ او و همبندش محمد بروغنی افزایش یافته است.سامان یاسین خواننده و مجرم حوادث به بهانه مداوای پزشکی با قرار وثیقه بصورت موقت از زندان آزاد شده بود در بامداد روز دوشنبه ۱۲ آذرماه از کشور فرار کرد.

## زندگی شخصی
سامان یاسین، هنرمند ترانه‌سُرا، آهنگ‌ساز و خوانندهٔ سبک رپ اهل کرمانشاه، ساکن تهران و ایران است.
یاسین، ترانه‌های بسیاری در اعتراض به وضعیت اجتماعی-سیاسی جامعه، از جمله در پشتیبانی از اعتراضات سراسری ۱۴۰۱ سروده یا خوانده است.

## بازداشت و زندان
سامان یاسین در ۱۰ مهر ماه ۱۴۰۱ به‌دست نیروهای امنیتی در منزلش بازداشت شد و پس از چند روز به زندان اوین منتقل شد؛ ولی خانواده‌اش پس از انتقالش از زندان فشافویه به زندان اوین، هیچ خبری از وضعیت او ندارند.مسئولان زندان اوین در پی مراجعات مکرر خانواده‌اش به آنان گفتند که او ممنوع‌الملاقات است.

### محرومیت از حق ملاقات و داشتن وکیل
او در دورهٔ بازداشت، از حق داشتن وکیل و نیز دیدار با خانواده، محروم بوده است.

### شکنجه و نیز اعتراف اجباری
سامان یاسین مانند برخی بازداشت‌شدگان برای انجام اعتراف اجباری تحت شکنجه شدید جسمی و روانی قرار گرفته است.

### اعزام به مرکز روان‌پزشکی
وی در ۱ تیر ۱۴۰۲ به دستور قاضی صلواتی به رغم ادامه محرومیتش از خدمات درمانی پس از مصدومیت بر اثر شکنجه بدون اطلاع به خانواده و وکیل وی به مرکز روان‌پزشکی امین آباد اعزام شد. شبکه حقوق بشر کردستان می‌گوید سامان یاسین، پس از چهار روز بستری بودن در بیمارستان روان‌پزشکی رازی (امین آباد) و کتک زدن و تزریق آمپولی نامعلوم به او برخلاف خواستش به زندان اوین بازگردانده شد. پس از آن در ۱۱ شهریور ماه به زندان قزل‌حصار منتقل شده است.

## اتهام‌ها
بنا به گزارش خبرگزاری قوه قضاییه جمهوری اسلامی، در روز ۷ آبان ۱۴۰۱، جلسه محاکمه یاسین به ریاست رئیس شعبه ۱۵ دادگاه انقلاب اسلامی تهران یعنی ابوالقاسم صلواتی به همراه شماری از معترضان بازداشت شده به دلیل شرکت در اعتراضات برگزار شد. سامان یاسین در این دادگاه به اتهاماتی همچون پشتیبانی از تجمعات اعتراضی، خواندن سرودها و ترانه‌های حماسی و انقلابی، اجتماع و تبانی به قصد اقدام علیه امنیت کشور و محاربه متهم شد.

### واکنش‌ها
کارلوس کاسپر نماینده حزب سوسیال دموکرات آلمان، در پارلمان کفالت سیاسی وی را بر عهده گرفته و با این کار تلاش‌های خود را متوجه آزادی سامان از زندان می‌کند.